# 呂宋莢蒾合位節蜱
呂宋莢蒾合位節蜱（学名：Cosella viburniae）为節蜱科合位節蜱屬下的一个种。